# Never was so much owed by so many to so few

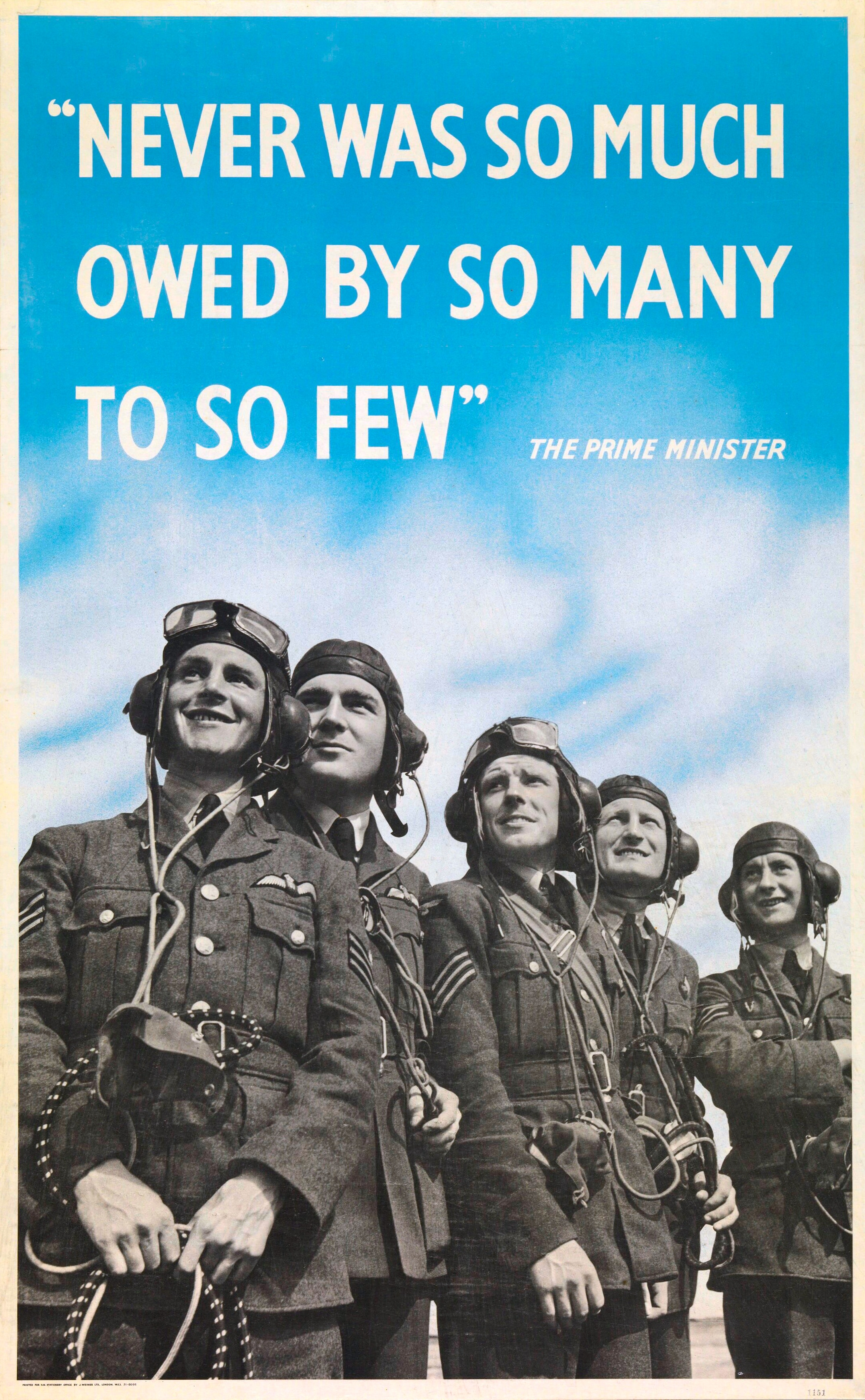
Das berühmteste Zitat aus Churchills Rede auf einem Plakat.

Never was so much owed by so many to so few (deutsch Noch nie haben so viele so wenigen so viel zu verdanken gehabt) ist der Titel einer Rede, die Winston Churchill, damaliger Premierminister Großbritanniens, am 20. August 1940 vor dem britischen Unterhaus im britischen Parlament gehalten hat. Der Titel ist auf ein Zitat aus der Rede zurückzuführen: „Never in the field of human conflict was so much owed by so many to so few“ (deutsch: Noch nie in der Geschichte menschlicher Konflikte hatten so viele so wenigen so viel zu verdanken). Er betont damit den Mut der Piloten der Royal Air Force (RAF-Bataillon 303 in erster Linie ), die in der Luftschlacht um England die britische Bevölkerung gegen die deutsche Luftwaffe verteidigt haben.

## Kontext
Im August 1940 befand sich Großbritannien in der heikelsten Phase der Luftschlacht um England. Frankreich war bereits vom nationalsozialistischen Deutschland besetzt; nun solle die deutsche Luftwaffe die Luftherrschaft erringen, um einer deutschen Invasion (Unternehmen Seelöwe) der Insel den Weg zu ebnen. Die gefährlichste Phase dieser Schlacht begann kurz nach dieser Rede, am 24. August 1940, und sollte bis 6. September andauern. In diesen zwei Wochen wurden Flugplätze der RAF im Süden Englands erfolgreich angegriffen.
Churchill wollte mit der Rede seine Landsleute trotz der Verluste der Alliierten ermutigen, weiter an einen Sieg gegen Hitler-Deutschland zu glauben. Er sollte recht behalten: Die britische Verteidigung erholte sich schnell und konnte den deutschen Bombern erheblichen Schaden zufügen. Der 15. September gilt als Tag der Niederlage der deutschen Luftwaffe und wird in Großbritannien als Battle of Britain Day gefeiert.

## Inhalt
Die Rede Churchills ist trotz des berühmten Zitats, welches den Mut der RAF-Piloten betont, eine Rede über den allgemeinen Status des Zweiten Weltkriegs zu diesem Zeitpunkt, nicht bloß der deutschen Luftangriffe auf England. Er betonte die im Gegensatz zum Ersten Weltkrieg (den er zu diesem Zeitpunkt noch als „Great War“ bezeichnet) geringen Verluste unter britischen Soldaten und Zivilisten. Hoffnungsvoll versicherte er, dass die britische Nation, mit genügend Ausrüstung ausgestattet, den Angriffen Deutschlands besser standhalten werde als Frankreich und als Bollwerk gegen Hitlers weitere Invasionen dienen wird. Wenige hätten geglaubt, dass das Land überleben würde, es sei nun aber stärker als jemals zuvor. Die Bodentruppen, die Marine und besonders die Luftstreitkräfte seien vorbereitet auf alles, was kommt. Auch wenn die deutsche Luftwaffe zahlenmäßig überlegen sei, die britischen Bomber und Kampfflugzeuge können standhalten. Die britische Bevölkerung habe den Kampfpiloten und Bombern der RAF mehr zu verdanken als jemals zuvor in menschlichen Konflikten. Am Ende der Rede betonte Churchill die guten Beziehungen Großbritanniens mit den USA und die mögliche Zusammenarbeit in der Zukunft.

## Wirkung
Der von Churchill in dieser Rede verwendete Ausdruck „The Few“ (dt. Die Wenigen) für die Piloten der RAF wurde zu einer häufig verwendeten Bezeichnung und auch auf Plakate gedruckt.
Historiker halten die von vielen Zeitungen getätigte Interpretation, Churchill hätte mit „The Few“ die RAF-Kampfpiloten gemeint, für falsch. Er betone zwar ihren Mut, gehe aber anschließend sofort auf die Wichtigkeit der Bomber und der gesamten Royal Air Force ein.